# Zgornje Verjane
Zgornje Verjane – wieś w Słowenii, w gminie Sveta Trojica v Slovenskih goricah. W 2018 roku liczyła 130 mieszkańców.